# Commander R.E. Peary
Commander R.E. Peary è un cortometraggio muto del 1909. Il nome del regista non viene riportato nei credit del film che è conosciuto anche con i titoli alternativi Explorer Peary at Home e R.E. Peary at Eagle's Nest. Il breve documentario mostra Robert Peary, il celebre esploratore statunitense che, il 6 aprile 1909, aveva compiuto l'impresa (in seguito contestata) di raggiungere per primo il Polo Nord.

## Produzione
Il film fu prodotto dalla Vitagraph Company of America.

## Distribuzione
Distribuito dalla Vitagraph Company of America, il film - un cortometraggio di poco più di novanta metri - uscì nelle sale cinematografiche statunitensi il 4 ottobre 1909. Il 23 ottobre uscì un altro documentario dedicato a Peary, Landing of Com. Robert E. Peary, the Discovery of the North Pole at Sydney, Nova Scotia, prodotto dalla Edison Manufacturing Company.
Nelle proiezioni, veniva programmato con il sistema dello split reel, accorpato in un'unica bobina con un altro documentario prodotto dalla Vitagraph, Military Parade.